# Il punto di rugiada
Pour plus de détails, voir Fiche technique et Distribution.
Il punto di rugiada est un film dramatique italien réalisé par Marco Risi et sorti en 2023.

## Synopsis
Carlo Guerra, un garçon gâté qui ne respecte aucune règle, provoque un grave accident de voiture lors d'une nuit d'ivresse au cours de laquelle une jeune fille est défigurée.

## Fiche technique
- Titre original italien : Il punto di rugiada[1] (litt. « Le point de rosée »)
- Réalisateur : Marco Risi
- Scénario : Riccardo De Torrebruna, Francesco Frangipane
- Photographie : Michele Paradisi
- Montage : Luigi Mearelli
- Musique : Leandro Piccioni
- Costumes : Alfonsina Lettieri
- Production : Elia Mazzoni, Domenico Procacci, Attilio Moro
- Société de production : Fandango, Ministère de la Culture, Rai Cinema
- Pays de production :  Italie
- Langue originale : italien
- Format : couleurs - 2,39:1
- Durée : 112 minutes
- Genre : drame
- Dates de sortie :
  - Italie : 27 novembre 2023 (Festival du film de Turin) ; 18 janvier 2024 (sortie nationale)

## Distribution
- Massimo De Francovich : Dino Rimoldi
- Eros Pagni : Pietro
- Luigi Diberti : Federico
- Alessandro Fella : Carlo Guerra
- Roberto Gudese : Manuel
- Lucia Rossi : Luisa
- Gloria Coco :
- Marcello Arnone :
- Erika Blanc : Antonella
- Elena Cotta : Livia
- Libero Sansavini :
- Emilio Dino Conti :
- Alba De Torrebruna : Mila